# Hermann von Hatzfeldt-Wildenburg

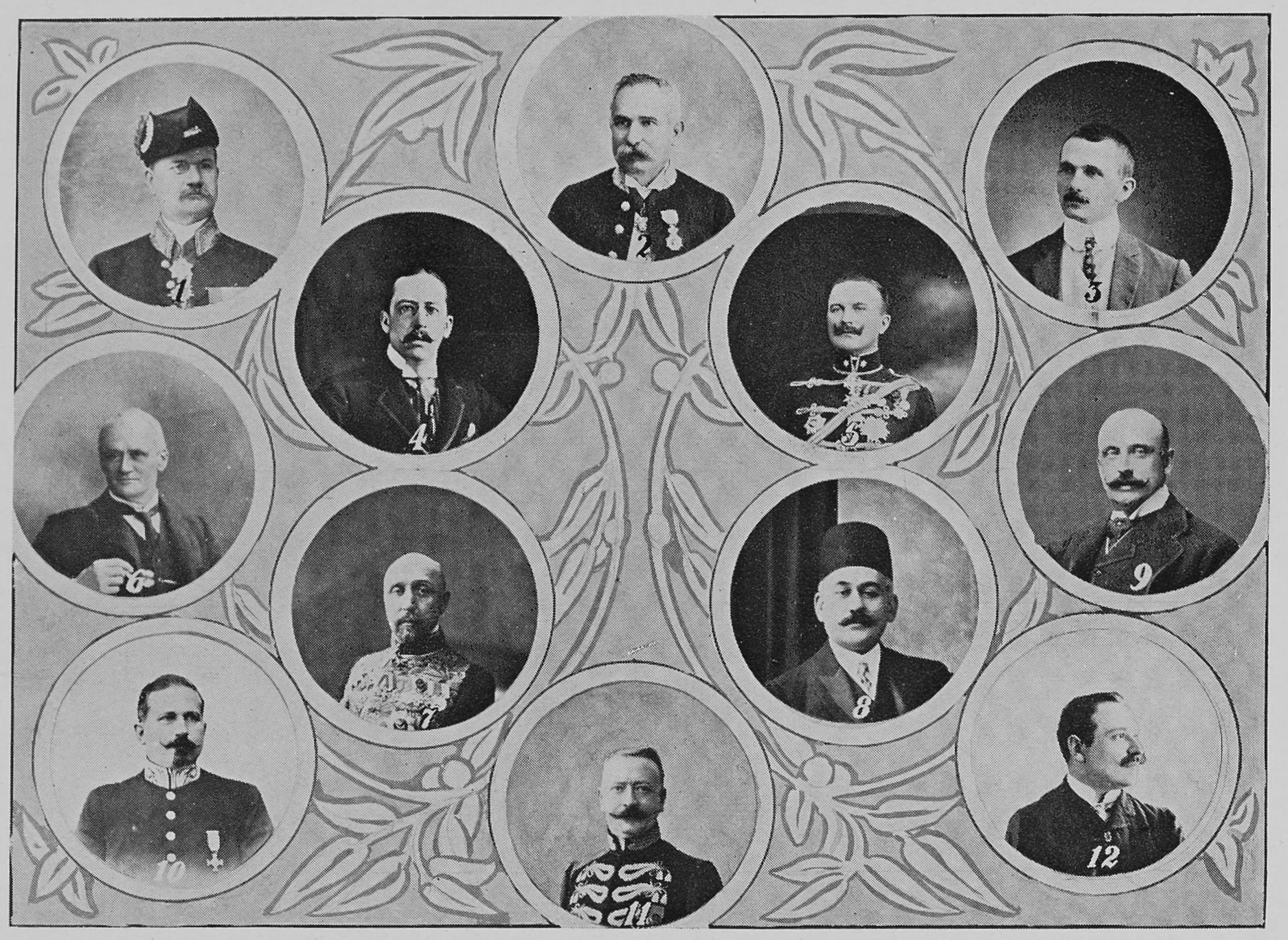
Porträt-Collage von Diplomaten in Ägypten aus dem Jahr 1909. Das Porträt von Hermann von Hatzfeldt-Wildenburg ist unter der Nummer 4 zu finden.

Paul Hermann Karl Hubert Graf von Hatzfeldt-Wildenburg, seit 1910 Prinz von Hatzfeldt-Wildenburg, seit 1911 2. Fürst von Hatzfeldt-Wildenburg (* 30. Juni 1867 in Paris; † 10. Juni 1941 in Crottorf, Friesenhagen) war ein deutscher Diplomat und Großgrundbesitzer.

## Leben und Tätigkeit
Hatzfeldt war ein Sohn des Diplomaten Paul Graf von Hatzfeldt-Wildenburg (1831–1901) und seiner Frau Helene, geb. Moulton. Nach dem Besuch eines Gymnasiums in Bonn, das er zu Ostern 1886 mit dem Abitur verließ, studierte er Rechtswissenschaften in Bonn und Straßburg.
Seit dem 1. Oktober 1886 tat Hatzfeldt Dienst in der preußischen Armee. Am 11. Juli 1887 erhielt er den Rang eines Sekonde-Leutenant. Seit dem 9. Februar 1893 war er à la suite des Regiments und seit dem 21. Februar 1895 war er à la suite der Armee gestellt.
Nach seiner Zeit beim Mlitär trat Hatzfeldt in den diplomatischen Dienst ein: 1891 wurde er zur deutschen Botschaft in London kommandiert. Von 1895 bis 1901 tat er als Legationssekretär in London Dienst. Am 20. November 1901 wurde er zur deutschen Botschaft in Paris versetzt, wo er die Stellung des 2. Sekretärs übernahm (Dienstantritt: 7. April 1902). Zum 14. Juli 1902 schied er auf eigenen Wunsch aus dem Reichsdienst aus.
Von 1902 bis 1906 war Hatzfeldt bei einer britischen Bank im Afrikahandel tätig. Zum 9. April 1906 trat er wieder in den Auswärtigen Dienst ein: In diesem Jahr wurde er zum Ersten Sekretär des deutschen Botschafters in Washington ernannt. Am 19. April 1907 wurde er in den Rang eines Botschaftsrates befördert.
Zum 21. November 1908 wurde Hatzfeldt als deutscher diplomatischer Agent und Generalkonsul nach Kairo entsandt. Die Geschäfte dort übernahm er am 19. Januar 1909: Er hatte den Posten des Generalkonsuls  – seit dem 26. April 1910 mit dem Rang und Titel eines Gesandten und bevollmächtigten Ministers – dreieinhalb Jahre bis zum 11. Mai 1912 inne.
Am 3. November 1910 wurde Hatzfeldt zum Prinz von Hatzfeldt-Wildenburg und im Juni 1911 zum Fürsten von Hatzfeldt-Wildenburg erhoben.
Seit 1912 widmete er sich der Bewirtschaftung seiner Besitzungen im Rheinland.
Während des Ersten Weltkrieges widmete Hatzfeldt sich der Krankenpflege. Im Frühsommer 1918 führte Hatzfeldt die deutsche Delegation einer deutsch-englischen Kriegsgefangenenkonferenz, die in Den Haag tagte. Sein geheimer Sonderauftrag, der ihm mitgegeben wurde, lautete, am Rande dieser Konferenz die Möglichkeiten den Krieg zu beenden zu sondieren.
Von 1921 bis 1923 amtierte Hatzfeldt als Reichskommissar und preußischer Staatskommissar für die von den Franzosen besetzten rheinischen Gebiete mit Dienstsitz in Koblenz. 1923 wurde er von der Besatzungsmacht ausgewiesen.

## Familie und Nachkommen
Hatzfeldt war seit dem 18. Mai 1911 verheiratet mit Maria Freiin von Stumm (* 21. April 1882; † 18. April 1954), einer Tochter des Diplomaten Ferdinand Freiherr von Stumm. Das Paar hatte einen Sohn und drei Töchter:  
- Ursula (* 14. November 1913; † 20. Juli 1969)
- Barbara (* 24. Januar 1916; † 23. Juni 1987) ⚭ (1) Bodo Freiherr von Bruemmer (1911–2016); (2) Heinrich Graf von Meran (1908–2009)
- Dorothea (* 6. Februar 1917; † 19. April 1945) ⚭ Heinrich Graf von Dönhoff (1899–1942)
- Franz-Hermann (* 26. Februar 1920; † 10. Dezember 1941 bei Kalinin, Bezirk Moskau).

Nach dem Tod von Hatzfeldt und seinem Sohn erlosch seine Familie im Mannesstamm. Sein Besitz ging stattdessen auf seinen Enkel Hermann, den ältesten Sohn seiner Tochter Dorothea über: Dorothea von Hatzfeldt-Wildenburg war verheiratet mit dem ostpreußischen Großgrundbesitzer Heinrich Graf von Dönhoff, mit dem sie drei Kinder hatte. Nachdem Dorothea 1945 starb, adoptierte Ursula von Hatzfeldt-Wildenburg den ältesten Sohn ihrer Schwester, Hermann, der als Hermann Graf von Hatzfeldt-Wildenburg-Dönhoff den Besitz Crottorf 1969 übernahm.